# Marcelo Nicolau Corcelli
Monsenhor Marcelo Nicolau Corcelli (Itatiba, 27 de julho de 1969) é um sacerdote católico brasileiro.
É filho de Santo Corcelli e de Antônia Gianini Corcelli.

## Estudos
Cursou o primeiro grau na Escola Estadual Coronel Júlio César de Cerqueira Leite e o segundo grau na Escola Estadual Professor Manuel Euclides de Britto, em Itatiba. Cursou Filosofia no Instituto Internacional Mater Ecclesiæ, dos Legionários de Cristo, em Roma; a Teologia e Direito Canônico na Pontifícia Universidade Gregoriana, também em Roma.

## Ordenação presbiteral
Foi ordenado sacerdote da Santa Igreja Católica Romana, em Roma, por imposição das mãos de Sua Eminência Reverendíssima, o senhor Dom Serafim Cardeal Fernandes de Araújo, então Arcebispo de Belo Horizonte, a 29 de abril do Ano Santo de 2000, na Basílica de São Luís Maria Grignon de Monfort, igreja titular daquele cardeal. Sua Primeira Missa foi concelebrada com o Papa João Paulo II, no dia 30 de Abril, no Domingo da Misericórdia, daquele mesmo ano, dia em que o papa canonizou Santa Faustina.

## Atividade pastoral
Voltando à sua Arquidiocese de Belo Horizonte, passou a exercer a função de pároco da Paróquia de São Jorge, na capital mineira, onde mantém uma grande obra social, atendendo crianças carentes, no Centro de Educação Infantil João Paulo II, com 187 crianças cadastradas. Também criou o Centro Social Nossa Senhora das Dores, que distribui cestas básicas aos mais desfavorecidos socialmente, e o Centro Social Catarina Izabel Santana, que atende senhoras da melhor idade, centro esse que conta com piscina aquecida e coberta para a prática da hidroginastica. Também construiu Centro de Catequese Cardeal Serafim Fernandes de Araújo e a Biblioteca Paroquial Dom Sebastião Roque Rabelo Mendes.

## Prelado menor
Padre Marcelo foi agraciado, pelo Papa Bento XVI, com o titulo de Monsenhor, sendo criado na dignidade de Protonotário Apostólico Supra-Numerário, a 27 de março de 2006.

## Brasão de armas
Escudo eclesiástico, oval, de blau semeado e plintos de jalde, com um leão rampante coroado do segundo, armado e lampassado de goles. O escudo esta assente sobre uma tarja. O todo encimado pelo chapéu eclesiástico de violeta (paonazzo), com seus cordões em cada flanco, terminados por seis borlas - postas 1, 2 e 3 - tudo de vermelho. Sob o escudo em listel de blau com a legenda: OMNIA VINCIT AMOR (O amor tudo vence), em letras de jalde.